# Richard Terdiman
Pour les articles homonymes, voir Terdiman.
Richard Terdiman, né le 18 octobre 1941, est un universitaire américain, professeur émérite à l'université de Californie à Santa Cruz, et spécialiste de la littérature et de la culture françaises et européennes du XVIIIe au XXe siècle.

## Biographie
Richard Terdiman obtient un doctorat à l'université Yale en 1968. Il est professeur de littérature et d'histoire des mentalités à l'université de Californie à Santa Cruz. Il est surtout connu pour son ouvrage consacré à la littérature française du XIXe siècle, Discourse / Counter-Discourse (1983), dans lequel il soutient l'hypothèse d'une inséparabilité du discours dominant dans une société donnée et de ce qu'il considère comme des « contre-discours », qui selon lui, « essaient de définir un espace discursif autre, qui contestent l'hégémonie du dominant ». En effet pour lui, « les contre-discours se trouvent imbriqués dans la domination qu'ils contestent ». Il intègre dans son étude, outre les textes littéraires, la poésie et l'art graphique, et s'appuie notamment sur des textes ou œuvres graphiques de Balzac, Baudelaire, Flaubert, Mallarmé ou encore Daumier.

## Publications
- The Dialectics of isolation (1976)
- Discourse / Counter-Discourse. The Theory and Practice of Symbolic Resistance in Nineteenth-Century France, Ithaca, Cornell University Press (1985)[3],[4],[5],[6]
- Present past (1993)
- Body and story (2005)
- « Determining the Undetermined: Derrida's "University without Condition" », Eighteenth-Century Studies, vol. 40, no 3,‎ printemps 2003, p. 425-441 (lire en ligne, consulté le 16 mai 2021).
- « La marginalité de Michel de Certeau », Rue Descartes, no 25,‎ septembre 1999, p. 141-158 (lire en ligne, consulté le 16 mai 2021).
- « Political Fictions: Revolutionary Deconstructions in Diderot », Yale French Studies, no 101,‎ 2001, p. 153-170 (lire en ligne, consulté le 16 mai 2021).